# Kirchschlag in der Buckligen Welt
Kirchschlag in der Buckligen Welt osztrák város Alsó-Ausztria Bécsújhelyvidéki járásában. 2020 januárjában 2826 lakosa volt. 

## Elhelyezkedése

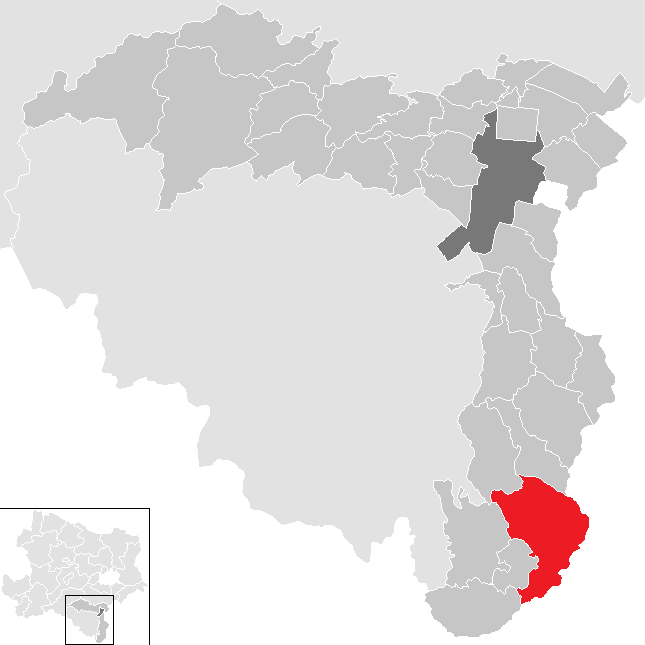
Kirchschlag in der Buckligen Welt a Bécsújhelyvidéki járásban

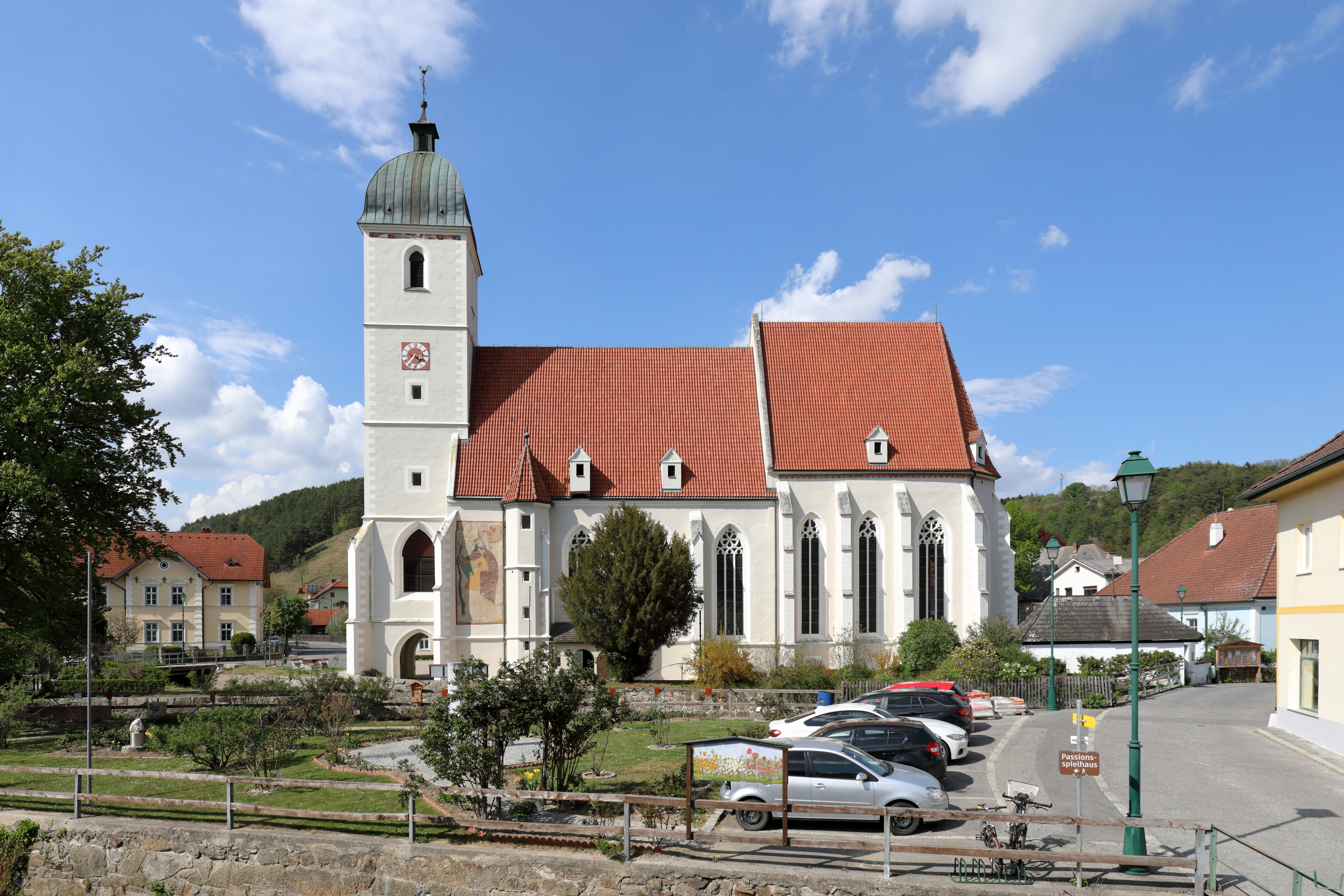
A Keresztelő Szt. János-plébániatemplom

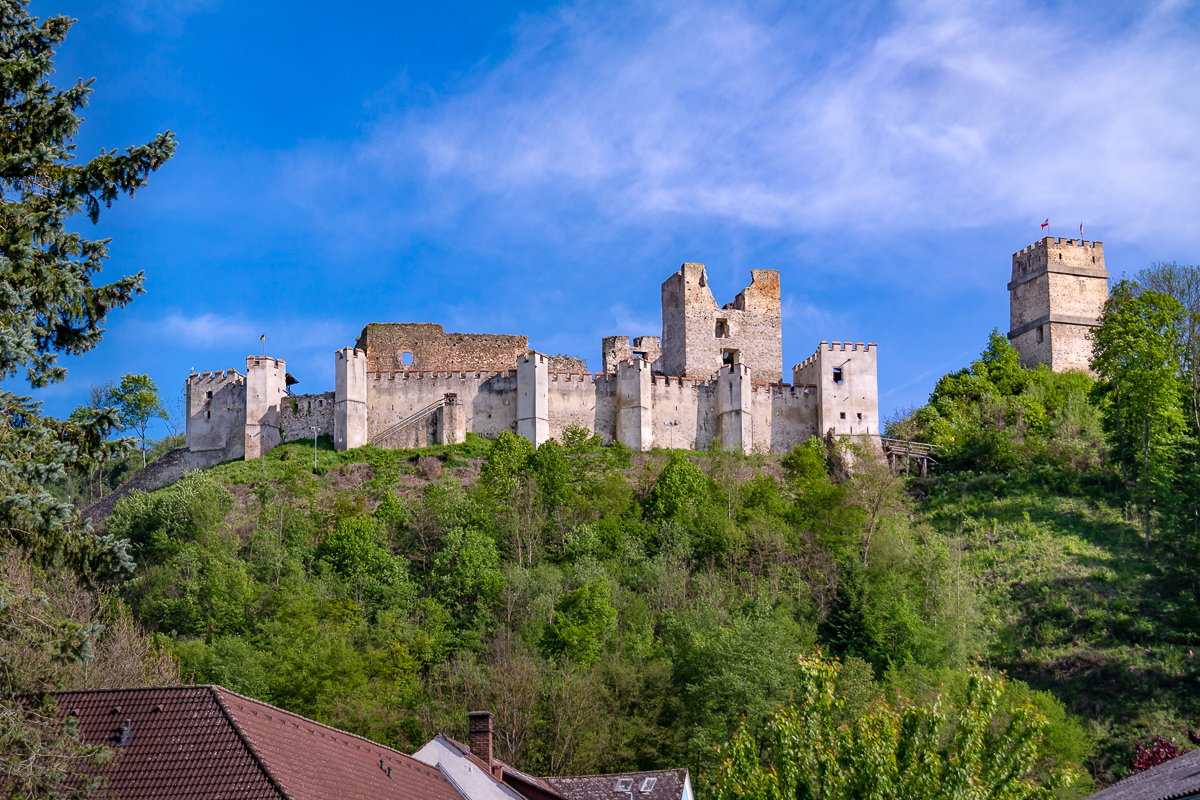
A kirchschlagi várrom

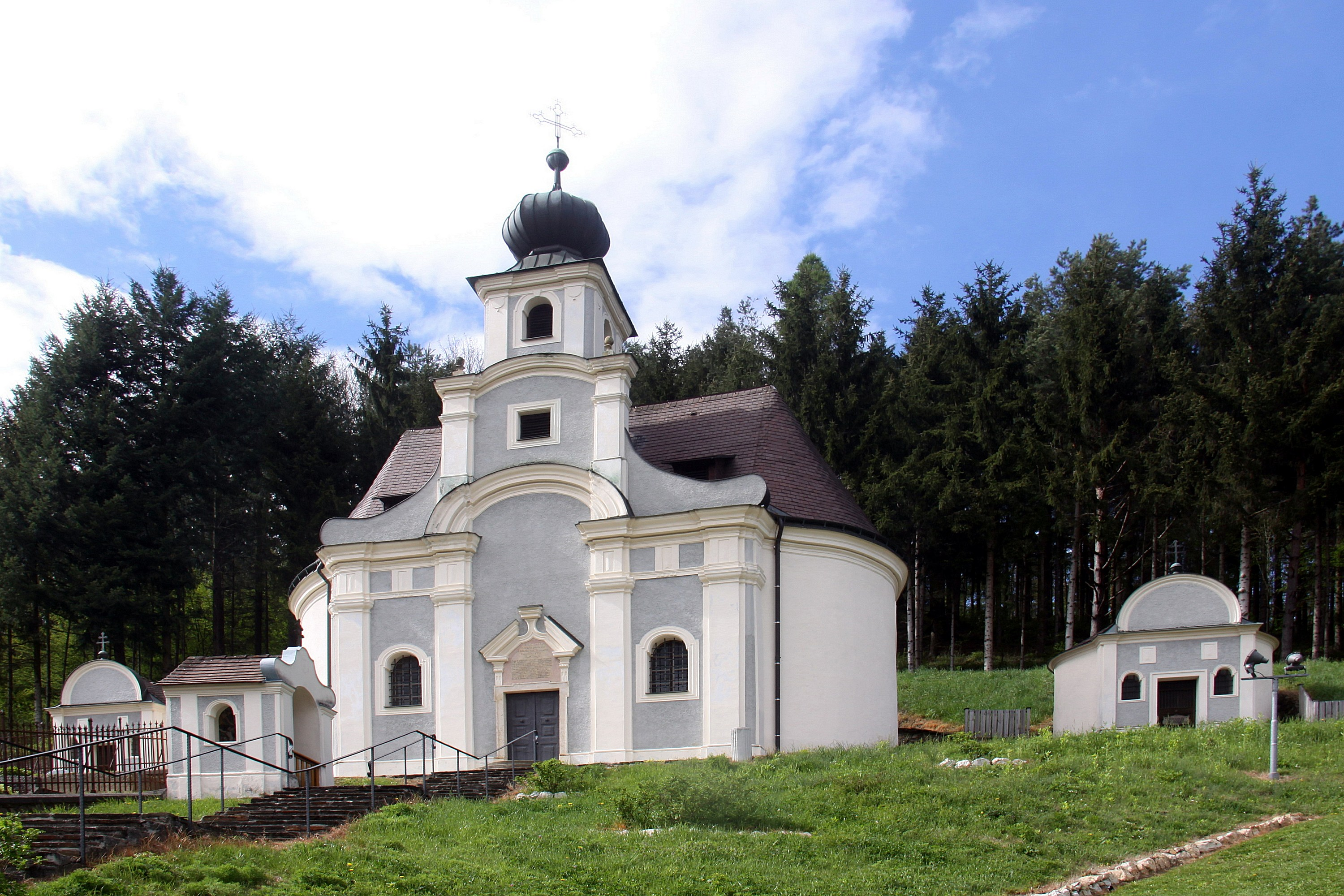
A kálváriatemplom

Kirchschlag in der Buckligen Welt a tartomány Industrieviertel régiójában fekszik a Bucklige Welt dombság déli részén, a Zöbernbach folyó mentén, a burgenlandi határnál. Területének 41,7%-a erdő. Az önkormányzat 7 településrészt és falut egyesít: Aigen (458 lakos 2020-ban), Kirchschlag in der Buckligen Welt (1517), Lembach (261), Stang (267), Straß (29), Thomasdorf (17) és Ungerbach (277). A kataszteri közösségek Aigen, Kirchschlag in der Buckligen Welt, Lembach, Stang és Ungerbach.
A környező önkormányzatok: délnyugatra Hochneukirchen-Gschaidt, nyugatra Bad Schönau és Krumbach, északnyugatra Lichtenegg, északra Hollenthon, északkeletre Sopronszentmárton, keletre Borosd és Vámosderecske, délkeletre Pörgölény, délre Borostyánkő.

## Története
Kirchschlagot 1246-ban említik először, amikor egy IV. Béla udvartartásához tartozó személy „sub castro Kryslag” (Kirschlag vára alatt) halt meg. Az osztrák-magyar határon fekvő vár 1250-től többször magyar ostromot élt át, így 1603-ban Bocskai István hajdúi, 1621-ben Bethlen Gábor, 1703-ban a kurucok támadták meg, de 1532-ben és 1683-ban török ostromot is elszenvedett. 1805-ben és 1809-ben Napóleon hadai foglalták el.  
1651-ben Kirschschlag akkori hűbérura, III. Hans Christoph von Puchheim épített egy reneszánsz palotát a főtéren. 1657-es halála után Pálffy Miklós örökölte a birtokot, akinek Eva Susanne von Puchheim volt az anyja. Ezután a mezőváros egészen a feudális birtokrendszer 1848-as felszámolásáig a Pálffy-család tulajdonában maradt. 
Az első világháború előtt a Sopron–Kőszeg-vasútvonal Kőszeg-Aspang szárnyvonalának állomását tervezték ide, ez azonban már nem valósult meg.
1921. szeptember 5-én a nyugat-magyarországi felkelés kapcsán a községet újra magyar támadás érte és a magyar felkelők megütköztek egy osztrák századdal. Az ütközetben 10 osztrák katona és 21 magyar felkelő veszítette életét. A Zöbernbach hídjánál, a plébánia templom közelében áll az emlékművük. Az egykori országhatáron, ma Alsó-Ausztria és Burgenland tartományok határán emlékdomb és emlékmű áll. A második világháború végén, 1945-ben Kirchschlagnál léptek a szovjet csapatok először a történelmi Ausztria területére.
1970-ben, illetve 1971-ben az addig önálló Aigen, Lembach, Stang és Ungerbach községeket Kirschlaghoz csatolták. 2002. december 12-én az addigi mezőváros megkapta a városi rangot.

## Lakosság
A Kirchschlag in der Buckligen Welt-i önkormányzat területén 2020 januárjában 2826 fő élt. A lakosságszám 1991 óta csökkenő tendenciát mutat. 2018-ban az ittlakók 95,7%-a volt osztrák állampolgár; a külföldiek közül 0,6% a régi (2004 előtti), 2,5% az új EU-tagállamokból érkezett. 2001-ben a lakosok 94,1%-a római katolikusnak, 1% evangélikusnak, 1,1% ortodoxnak, 1,5% mohamedánnak, 1,4% pedig felekezeten kívülinek vallotta magát. Ugyanekkor a német (94,5%) mellett a legnagyobb nemzetiségi csoportokat a horvátok (1,5%) és a magyarok (1,1%, 33 fő) alkották. 
A népesség változása:

| 2016 | 2 880 |
| 2018 | 2 889 |

## Látnivalók

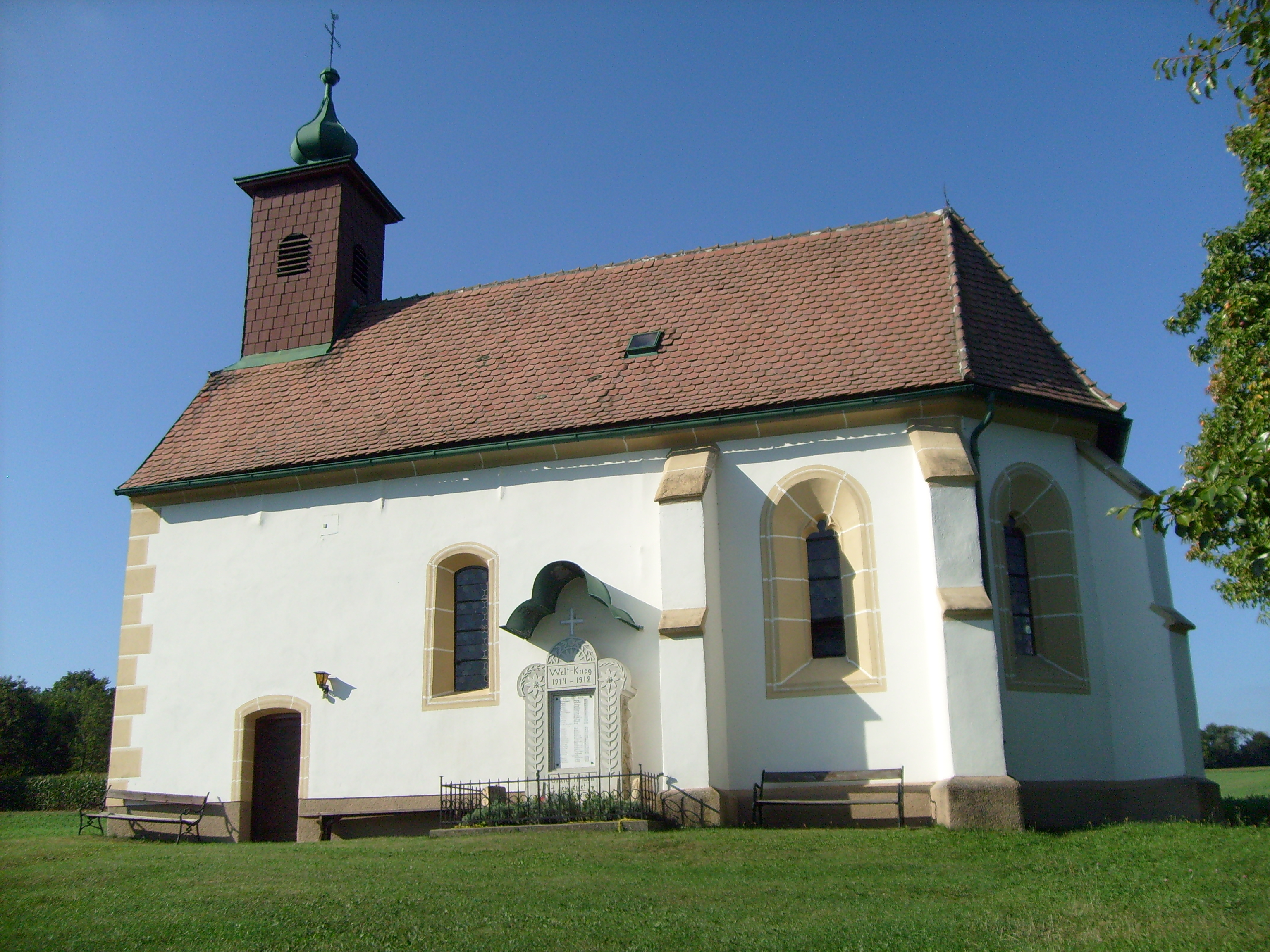
A lembachi Szt. Márk-templom

- későgótikus Keresztelő Szt. János-plébániatemplom azután épült, hogy elődje 1459-ben leégett. A templom építése alatt Hunyadi Mátyás király vette át a városban az uralmat és feltehetően ő adott megbízást a templom oldalhajójának építésére, melyet a mai napig „Magyar Templom”-nak neveznek. A templom további magyar vonatkozása még a kőszegi Georg Kéry festőművész főoltárképe (1675) és a máriapócsi kegykép másolata (1761) a Mária-oltáron.
- a kirchschlagi vár romjai
- a barokk kálváriatemplom 1733-ban épült
- a lembachi Szt. Márk-templom
- az ungerbachi Szt. Rókus és Sebestyén-templom
- a Ferenc József-emlékmű
- 1932-ben alapították a kirschlagi passiójátékokat, melyen ötévenként kb. 500 önkéntes szereplő mutatja be Jézus halálát és feltámadását 1932-től 5 évente, az erre a célra épített épületben. A következő bemutató 2027-ben lesz.[3][4]
- 1971-ben Josep Piribauer és Werner Hlavka[5] irányításával megalakult Kirchschlag város fúvószenekara (Stadtkapelle Kirchschlag), amely 1973-tól baráti kapcsolatban áll Kőszeg város fúvószenekarával és állandó résztvevője a Kőszegi Szüret rendezvényének.
- Kirschlag a Csíksomlyó-Mariazell közötti Mária-zarándokúton fekszik